# Staré Dobrkovice
Staré Dobrkovice (německy Alt Turkowitz) je osada, část obce Kájov v okrese Český Krumlov. Nachází se asi 2 km na severovýchod od Kájova. Je zde evidováno 50 adres.
Staré Dobrkovice leží v katastrálním území Kladné o výměře 9,28 km².

## Historie
První písemná zmínka o vesnici pochází z roku 1347. Etiologický význam jména Dobrkovice = ves lidí Dobrkovích = dobrka, dobrek, dobrъka = mocný člověk, bohatec (Gebauerův Slovník staročeský (1, s.269 ). 
V roce 1933 byly v jeskyni v blízkosti domu č. p. 207 zjištěny fosilie a stopy osídlení z doby mladopaleolitické kultury Aurignacien.
V letech 1938 až 1945 byla vesnice v důsledku uzavření Mnichovské dohody přičleněna k nacistickému Německu.

## Pamětihodnosti
- Národní přírodní rezervace Vyšenské kopce
- Přírodní památka Kalamandra
- Dobrkovická jeskyně
- Hamerský mlýn